# Richard Lindzen
Pour les articles homonymes, voir Lindzen.
Richard Siegmund Lindzen, né le 8 février 1940, est un physicien américain, ancien professeur de météorologie au Massachusetts Institute of Technology.

## Famille et études
Richard Lindzen naît en 1940 à Webster, Massachusetts, États-Unis. Ses parents ont fui l'Allemagne nazie. La famille déménage dans le quartier du Bronx, à New York, peu après sa naissance. Il grandit ainsi dans une famille juive, au milieu d'un quartier catholique,.
Lindzen poursuit des études supérieures à la Bronx High School of Science, où il est lauréat de plusieurs bourses d'études, puis à l'Institut polytechnique Rensselaer et enfin à l'université Harvard. En 1960 il obtient une licence en physique avec la mention magna cum laude, puis en 1961 un master en mathématiques et enfin en 1964 un doctorat en mathématiques appliquées. Sa thèse de doctorat porte sur la photochimie de l'ozone, les transferts radiatifs et la dynamique de l'atmosphère (en anglais : Radiative and photochemical processes in strato- and mesospheric dynamics ; en français : Processus radiatifs et photochimiques dans la dynamique de la stratosphère et mésosphère).

## Carrière scientifique
Lindzen commence sa carrière académique avec des postes à l'université de Washington (1964-1965), l'Institut de météorologie théorique à l'université de Copenhague, l'université d'Oslo (1965-1967), le National Center for Atmospheric Research (1966-1967) et l'université de Chicago (1968-1972).
De 1972 à 1982 Lindzen est professeur de météorologie à l'université Harvard, puis de 1983 jusqu'à sa retraite en 2013 il est titulaire de la chaire Alfred P. Sloan en météorologie au Massachusetts Institute of Technology. En 1979 il est professeur visiteur à l'université hébraïque de Jérusalem.
En 2013, le Cato Institute nomme Lindzen membre honoraire distingué au sein de son Center for the Study of Science. Lindzen quitte l'organisation en 2019.
Lindzen est principalement connu pour ses travaux en physique de l'atmosphère : fonctionnement des cellules de Hadley, effet de marée atmosphérique, explication de l'oscillation quasi biennale, atmosphère des planètes du système solaire. Il a également travaillé sur la photochimie de l'ozone, le cycle de l'eau, l'instabilité hydrodynamique et le phénomène de mousson. Il a publié plus de 200 articles et ouvrages scientifiques.
Lindzen est l'un des principaux auteurs du chapitre 7, « Processus climatiques physiques et rétroactions », du troisième rapport d'évaluation du GIEC (2001) sur le changement climatique.

## Réchauffement climatique

### Climatoscepticisme
Lindzen est climatosceptique, dénonçant en 1996 l'« alarmisme » en matière de réchauffement climatique. Il est critique de ce qu'il affirme être des pressions politiques exercées sur les climatologues pour les conformer à ce qu'il appelle l'alarmisme climatique.
Selon un article du 30 avril 2012 du New York Times, il bénéficie grâce à ses travaux d'une grande aura dans le milieu des climatosceptiques, où il est considéré comme une star. S'appuyant sur les difficultés qu'ont les chercheurs à prédire l'évolution des nuages, il est le principal partisan d'une théorie voulant qu'il est inutile de chercher à lutter contre le réchauffement  climatique, celui-ci devant être contrecarré par les nuages. « Le Dr Lindzen accepte les principes élémentaires de la science du climat. Il convient que le dioxyde de carbone est un gaz à effet de serre, qualifiant de « fous » les personnes qui contestent ce point. Il convient que le niveau de celui-ci augmente à cause de l'activité humaine et que cela devrait réchauffer le climat. Mais depuis plus d'une décennie, le Dr Lindzen affirme que lorsque la température de surface augmente, les colonnes d'air humide qui s'élèvent sous les tropiques évacuent une plus grande partie de leur humidité, ce qui en laisse moins disponible pour être rejetée sous forme de glace, qui forme la fine couche de glace. Tel les gaz à effet de serre, les cirrus agiraient pour réduire le refroidissement de la Terre, et leur diminution contrecarrerait l’augmentation des gaz à effet de serre. ». Cette théorie, l'effet iris, émise pour la première fois en 2001, a été contestée car s'appuyant sur des méthodologies erronées et sur des hypothèses incompatibles avec les faits connus. Une seconde publication de 2009 a elle aussi été contestée en raison d'erreurs notamment de mesures satellitaires, erreurs que Lindzen a par la suite reconnues. En 2011, il a de nouveau tenté de donner du crédit à sa théorie, dans un article critiqué par une revue américaine et finalement publié dans une obscure revue coréenne.

### Prises de position sur les politiques publiques
À partir de 1991, Richard Lindzen exprime ses points de vue auprès du Sénat américain sur sa compréhension de l'état actuel de la recherche sur le changement climatique, et ce à plusieurs reprises.
En 1992, Lindzen signe l'appel d'Heidelberg, publié la veille du sommet de Rio et mettant en garde les gouvernements contre l'adoption de toute politique climatique jugée irrationnelle.
En 2001, il exhorte l'administration Bush à ne pas ratifier le Protocole de Kyoto. Dans une lettre au maire David B. Cohen (en) de Newton dans le Massachusetts, il écrit qu'il pense que le protocole de Kyoto augmenterait le coût de l'électricité sans gain, désavantageant ainsi les États signataires.
En 2017, il envoie une pétition au président Donald Trump, demandant au président de retirer les États-Unis de la Convention des Nations unies sur les changements climatiques. Il a reçu une couverture médiatique considérable ; 22 professeurs du MIT alors en poste ou à la retraite ont rapidement publié une lettre ouverte adressée à Trump disant que la pétition de Lindzen ne représente pas leurs points de vue ni ceux de la grande majorité des autres climatologues,.
Il est membre du comité scientifique de l'Association des climato-réalistes.

## Financements
The Guardian révèle en juin 2016 que Richard Lindzen a bénéficié de financements de la Peabody Energy, une entreprise importante du secteur du charbon, qui a financé plusieurs groupes contestant le consensus climatique.

## Autres prises de positions
Il a pris d'autres positions non conventionnelles en affirmant que le cancer du poumon n'est que faiblement lié au tabagisme,. Interrogé à ce sujet lors d'une interview dans le cadre d'un documentaire Australian Broadcasting Corporation, il déclare publiquement que si « il y avait un lien raisonnable pour établir le rôle du tabagisme dans le cancer du poumon, les preuves n'étaient pas solides au point qu'il faille décider que toute question sur ce point était irrecevable ... et que les preuves étaient beaucoup plus faibles contre le tabagisme passif, qui était traité comme un dogme ».